# Cathédrale de Prato
Pour les articles homonymes, voir Prato (homonymie).
La cathédrale de Prato est le Duomo de la ville de Prato dans le nord de la Toscane, en Italie.

## Histoire
Il s'agit d'une des plus anciennes églises de Prato, déjà nommée au Xe siècle Pieve di Santo Stefano, l'église principale de Borgo al Cornio, la cité primitive de Prato.
Restructurée du Xe au XVe siècle, elle est restée unifiée par l'équilibre des volumes et la forte bichromie des parements extérieurs, en pietra alberese (pierre blanche de Grosseto) et le marbre vert de Prato (serpentino ou serpentine).
De la structure initiale du XIIe siècle, subsistent les côtés et le campanile (sauf la dernière cellule construite en 1356).
Au cours du Trecento, l'édifice est élargi à la suite du succès populaire croissant de la relique de la Santa Cintola (ou Sacro Cingolo) (en ville depuis 1141, ramenée de Jérusalem par Michele Dagomari). D'abord fut construit le transept (peut-être sur un projet de Giovanni Pisano), ensuite fut érigée la chapelle de la Cintola. Les édifices qu'on trouvait devant la façade, furent démolis pour pouvoir créer la nouvelle et très large place, pour recevoir la foule à l'occasion des ostentations de la relique sacrée.

## Architecture
Intérieur
De style romano-pisan datant des XIe et XIIIe siècles, elle possède un intérieur à trois nefs, séparées par des colonnes de marbre vert foncé (marbre de Prato dit aussi serpentine), une chaire de Pasquino di Matteo (1473), sculptée par Mino da Fiesole et Antonio Rossellino, un tabernacle dans le transept droit comporte des bas-reliefs de Benedetto da Maiano (1480), et la statue dans une niche, la Vierge de l'olivier est de Giuliano et Giovanni, ses frères.
Le chœur comporte un maître-autel avec un crucifix de Ferdinando Tacca et dans l'abside, se trouvent des fresques de la Vies de saint Étienne et de saint Jean-Baptiste de Fra Filippo Lippi (1452-1466), ainsi qu'un vitrail de sa main. Les fresques de la Vie de la Vierge et de saint Étienne dans la première chapelle à droite du chœur sont du Maître de Prato d'après Paolo Uccello (1438 environ), terminées par Andrea di Giusto.
Une chapelle (XIVe siècle) est dédiée à la Sainte-Ceinture (comme la chaire extérieure), elle est décorée d'une Vierge à l'Enfant de Giovanni Pisano (1317), de fresques d'Agnolo Gaddi (1392-1395) sur l'histoire de la relique.
Extérieur
La façade gothique est recouverte de marbres blanc et vert (1385-1457), le portail comporte un tympan en terracotta invetriata (émaillée) d'Andrea della Robbia (1489).
À l'angle droit, sous un chapiteau en bronze de Michelozzo, une chaire remarquable : la Pergamo del Santo Cingolo (la Sainte-Ceinture de la Vierge Marie donnée par elle à saint Thomas), recouverte de la Danse des Putti, des bas-reliefs sculptés par Donatello.
Son campanile, qui donne également sur la place, est de style romano-gothique et date des XIIe et XIVe siècles.

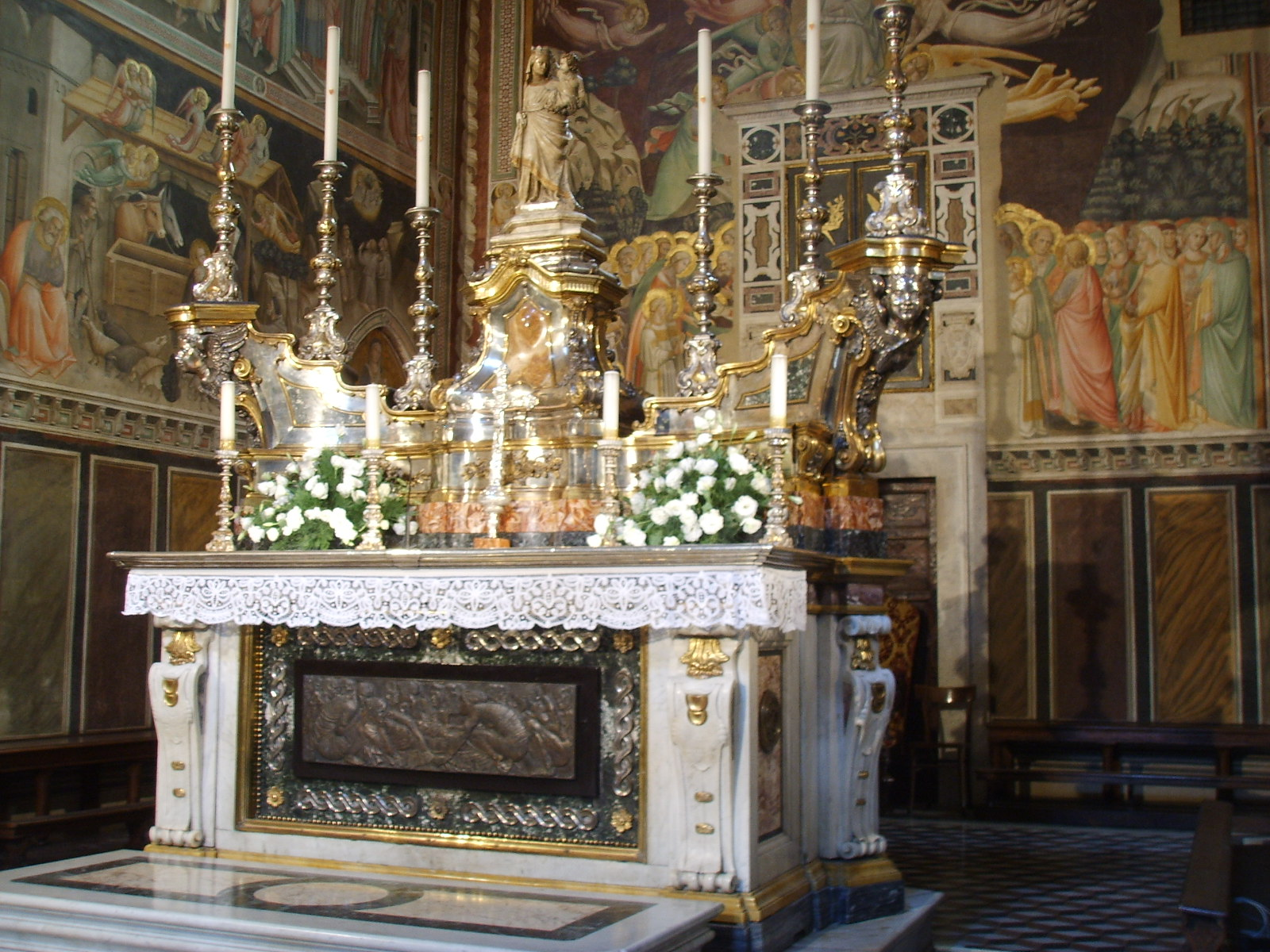
Autel de la chapelle du Sacro Cingolo et la Vierge de Pisano.
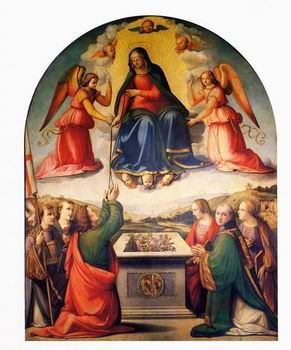
David e Ridolfo del Ghirlandaio, Assunta.
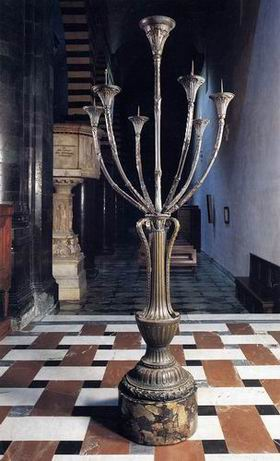
Maso di Bartolomeo, Candelabro (1140).
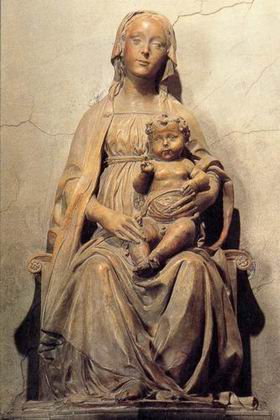
Benedetto da Majano, Madonna dell'Olivo (1480).
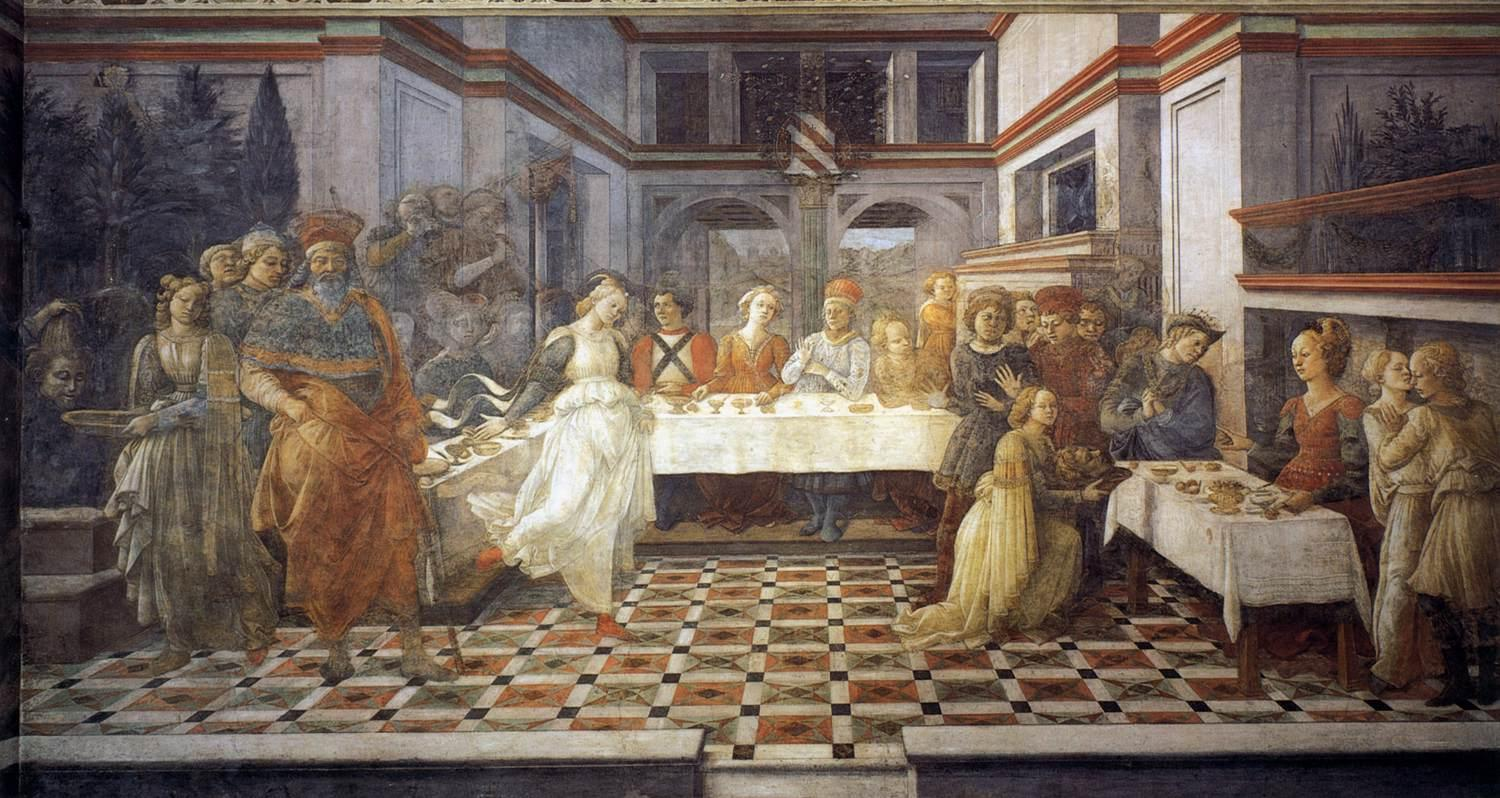
Fra Filippo Lippi, Convito di Erode (1452-1462).
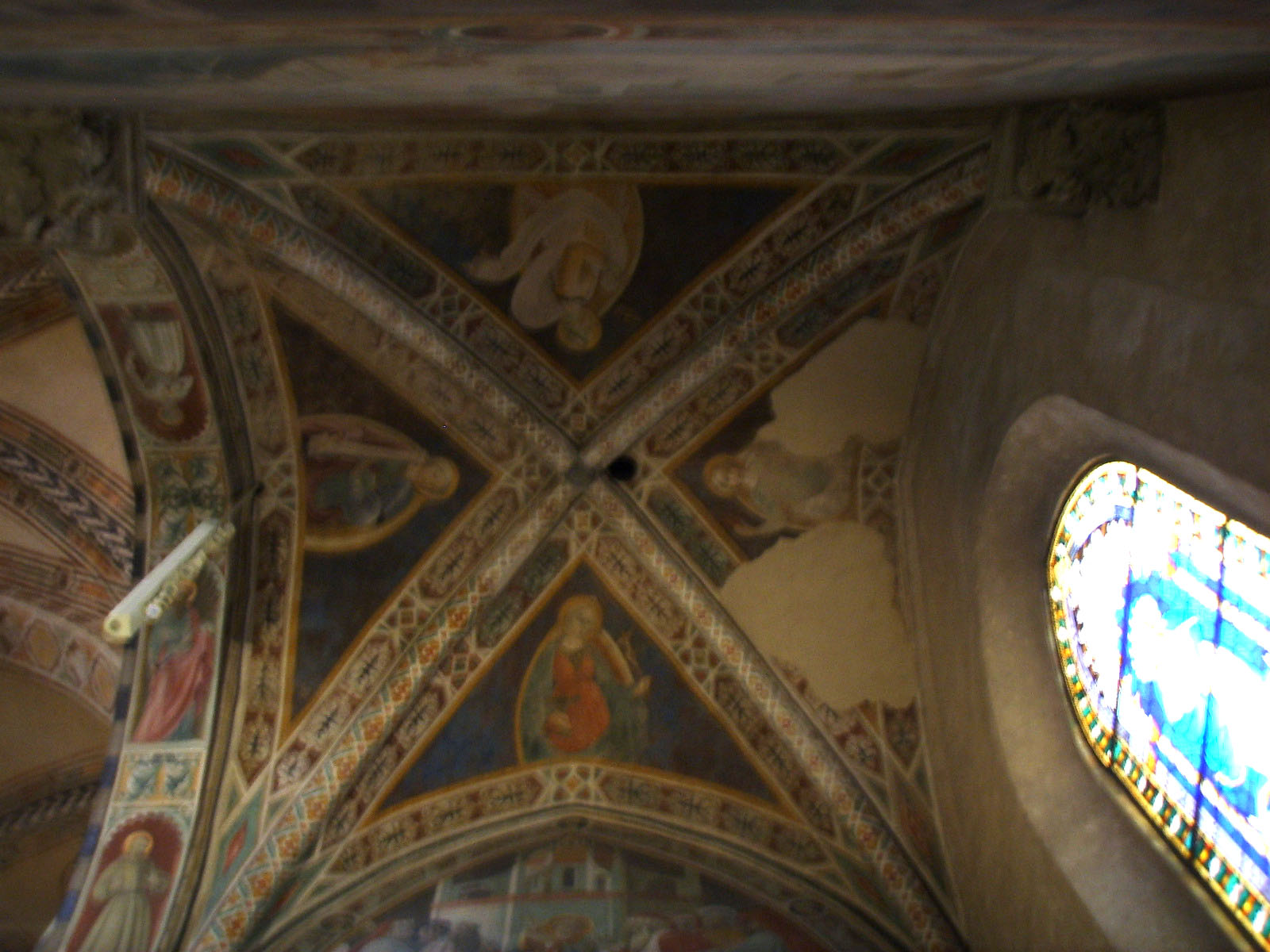
Paolo Uccello, Virtù (1435-1436).
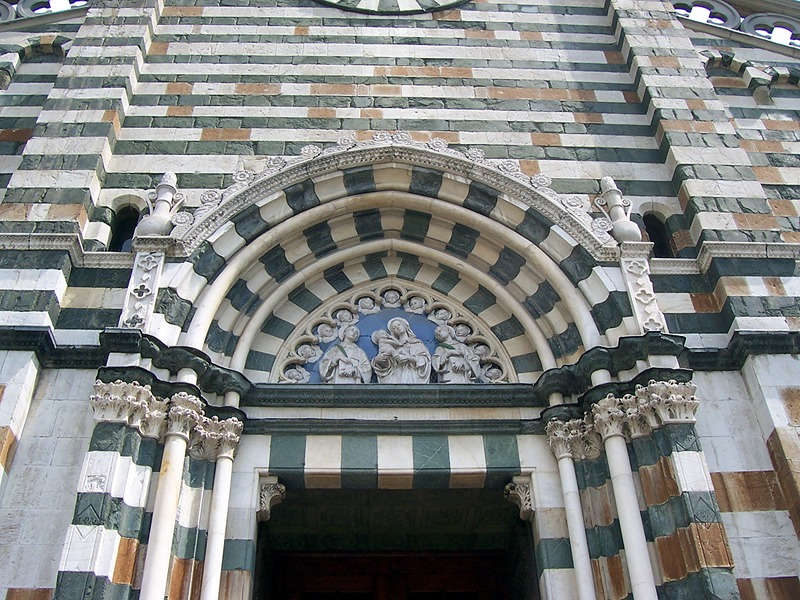
Andrea della Robbia, Madonna fra i Santi Stefano e Lorenzo.
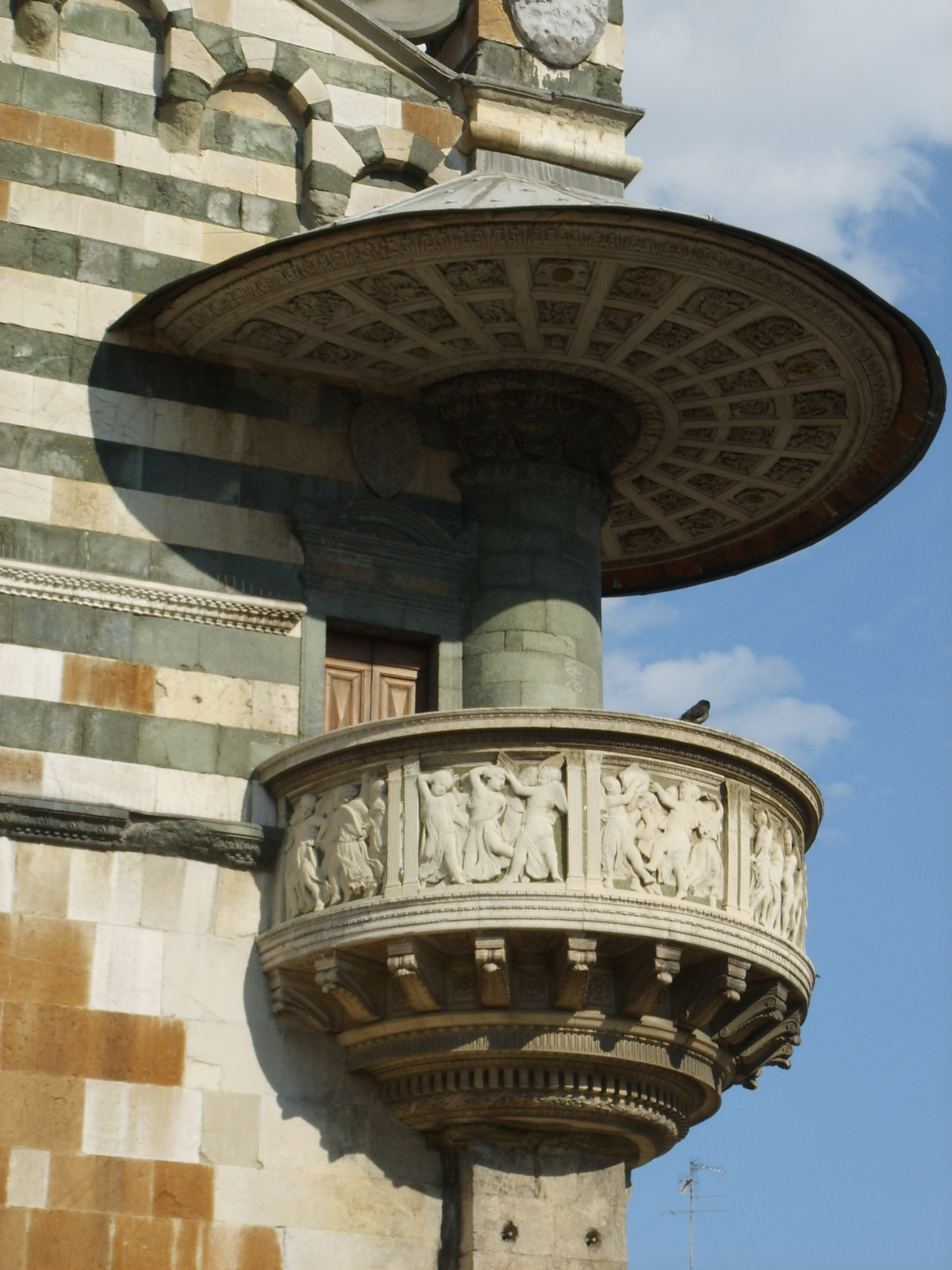
Chaire  de la Sainte-Ceinture, le Pergamo del Santo Cingolo.
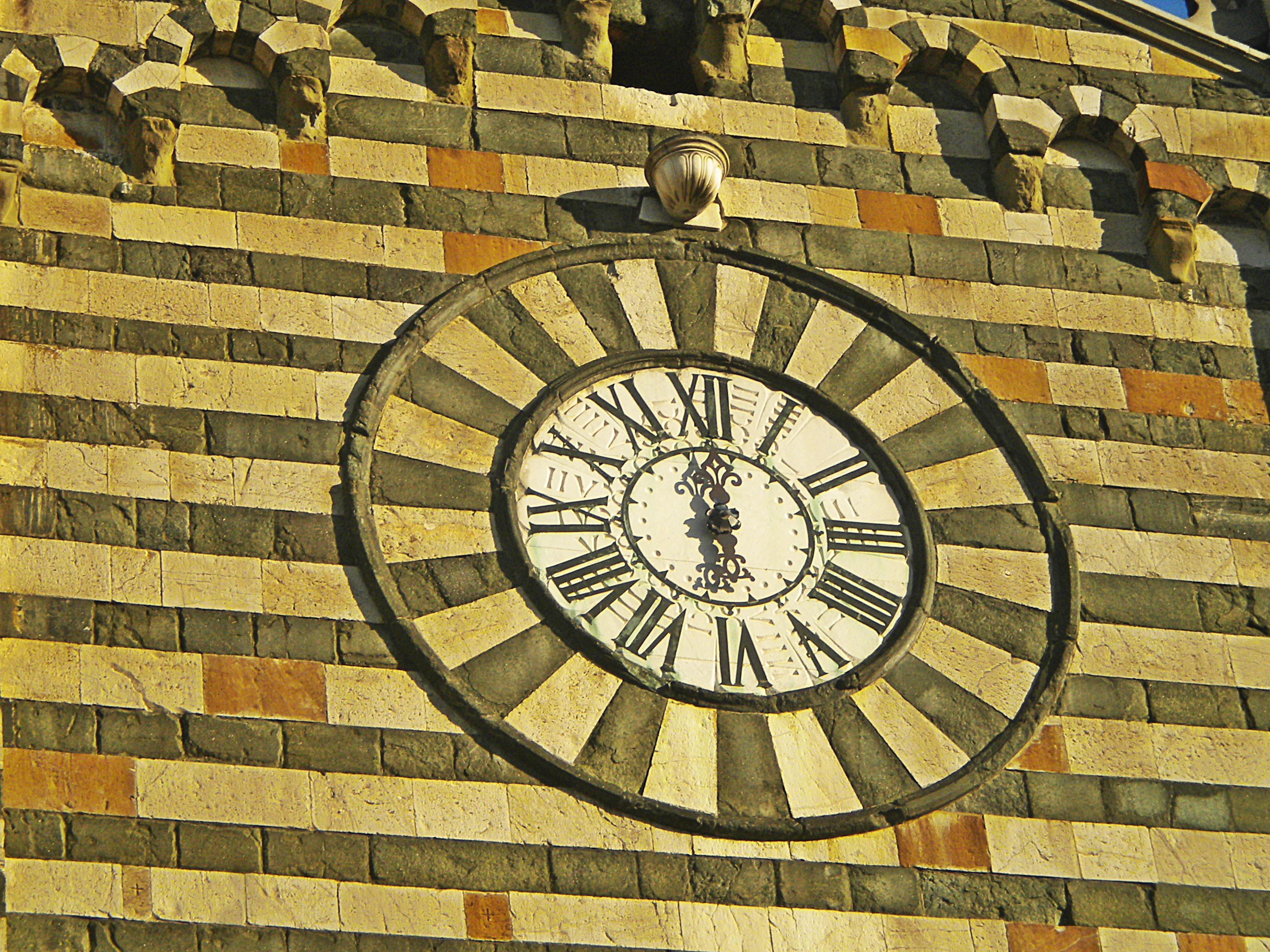
Horloge.
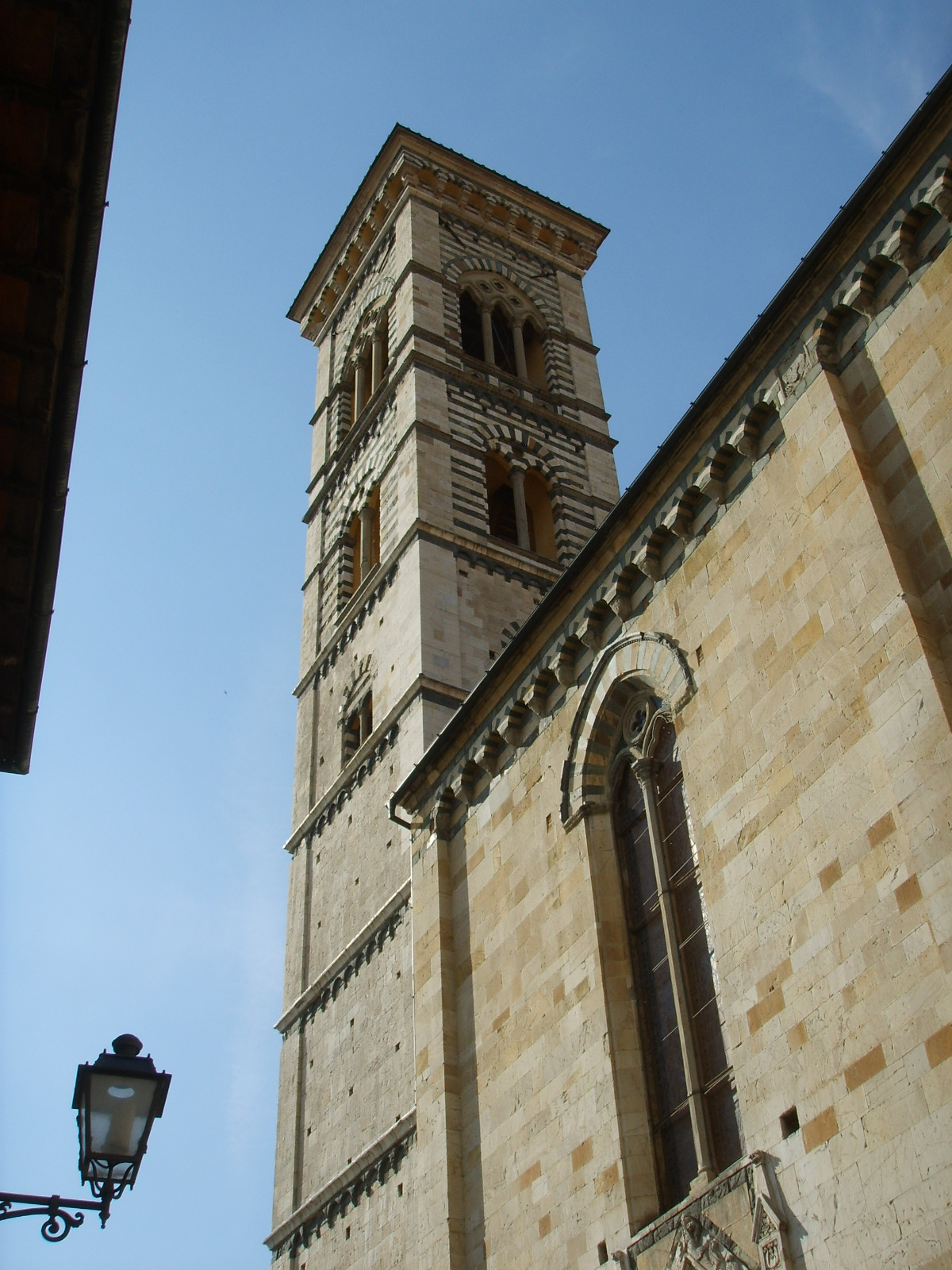
Campanile.

## Le Museo dell'Opera del Duomo
Il se situe dans le palais épiscopal à gauche du Duomo, et y sont exposés les originaux de la Danse des Putti, des peintures de Paolo Uccello, du Maître de Prato, de Filippino Lippi, de Carlo Dolci, des enluminures...

## Sources
- (it) Cet article est partiellement ou en totalité issu de l’article de Wikipédia en italien intitulé « Duomo di Prato » (voir la liste des auteurs).